# US Open 2011 (tennis)
De 131e editie van het Amerikaanse grandslamtoernooi, de US Open 2011, werd gehouden van 29 augustus tot en met 12 september 2011. Voor de vrouwen was het de 125e editie. Het toernooi werd gespeeld op het terrein van het USTA Billie Jean King National Tennis Center, gelegen in Flushing Meadows in het stadsdeel Queens in New York. Als gevolg van uitgebreide regenval had het speelschema zoveel vertraging opgelopen dat het toernooi pas op maandag 12 september kon worden afgerond.

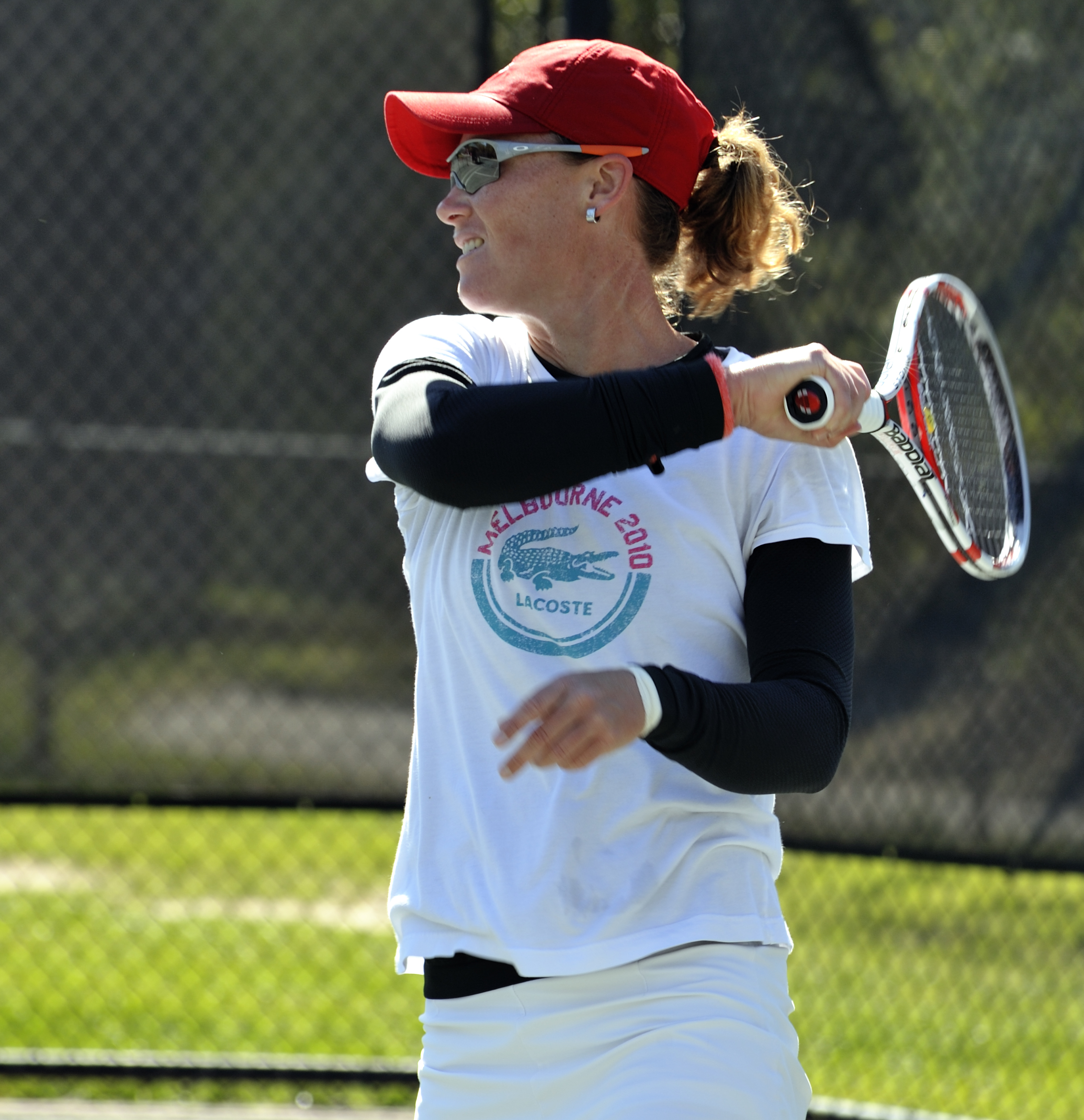
Samantha Stosur, winnares bij de dames

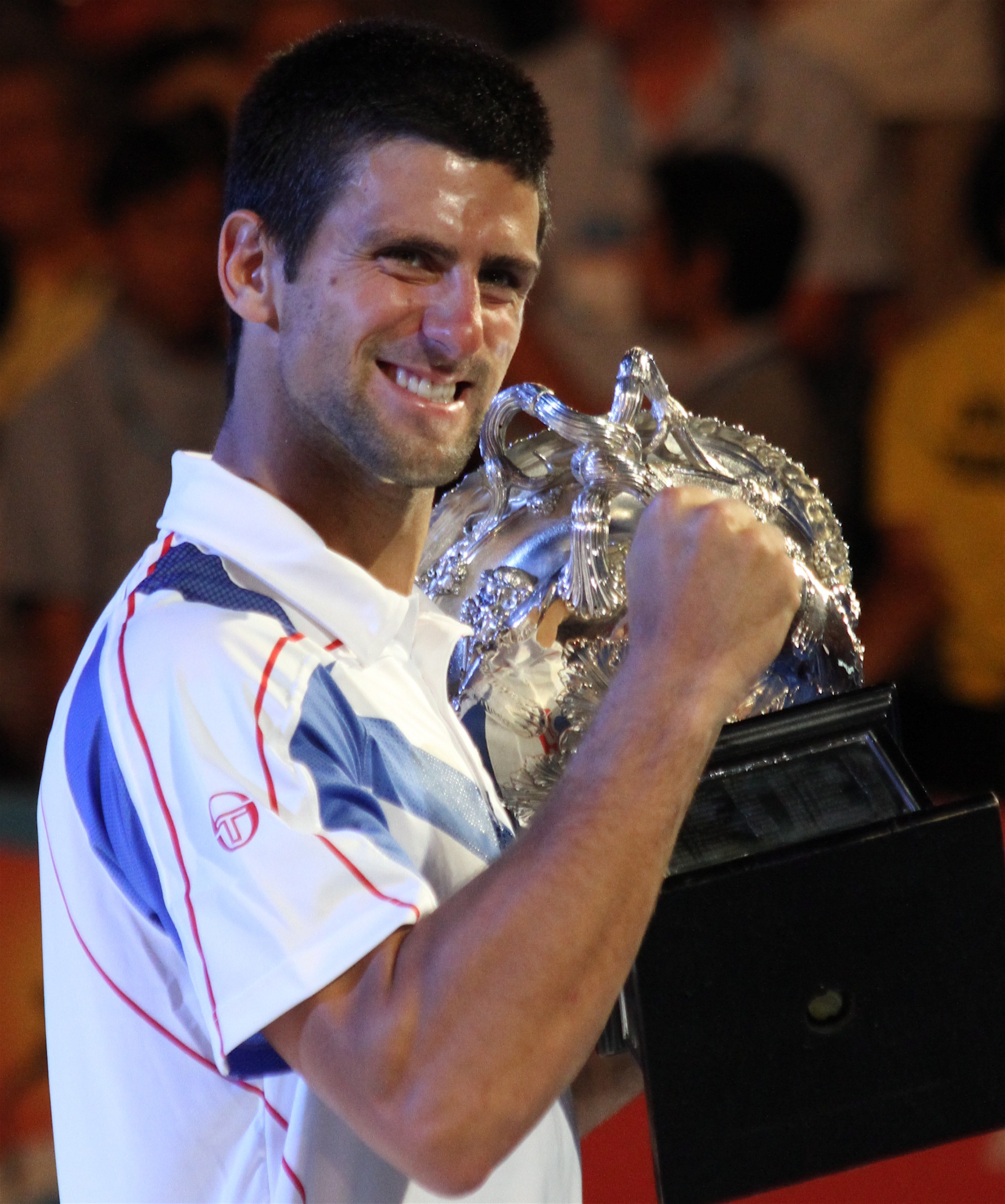
Novak Đoković, winnaar bij de heren

## Enkelspel

### Dames
Titelhoudster Kim Clijsters nam niet deel aan het toernooi, als gevolg van een blessure.
In de finale won  Samantha Stosur (9) van  Serena Williams (28) met 6-2 6-3. Het was haar eerste grandslamtitel.

### Heren
In de finale won  Novak Đoković (1) in vier sets van titelverdediger  Rafael Nadal (2) met 6-2 6-4 63-7 6-1. Het was zijn vierde grandslamtitel, waarvan de derde in 2011.

## Dubbelspel

### Damesdubbelspel
In de finale won het als vierde geplaatste Amerikaanse koppel  Liezel Huber en  Lisa Raymond van de titelverdedigsters, het als derde geplaatste duo  Vania King en  Jaroslava Sjvedova met 4-6 7-65 7-63.

### Gemengd dubbelspel
Titelverdedigers waren het als eerste geplaatste Amerikaanse duo Liezel Huber en Bob Bryan; zij werden in de tweede ronde verslagen door de latere toernooiwinnaars Oudin/Sock.
In de finale won het ongeplaatste Amerikaanse koppel  Melanie Oudin en  Jack Sock van het als achtste geplaatste Argentijnse duo  Gisela Dulko en  Eduardo Schwank met 7-64 4-6 [10-8].

### Herendubbelspel
De titelverdedigers, de als eerste geplaatste tweelingbroers  Bob en Mike Bryan, verloren al in de eerste ronde.
In de finale won het als negende geplaatste koppel  Jürgen Melzer en  Philipp Petzschner van het als zesde geplaatste Poolse duo  Mariusz Fyrstenberg en  Marcin Matkowski met 6-2 6-2.

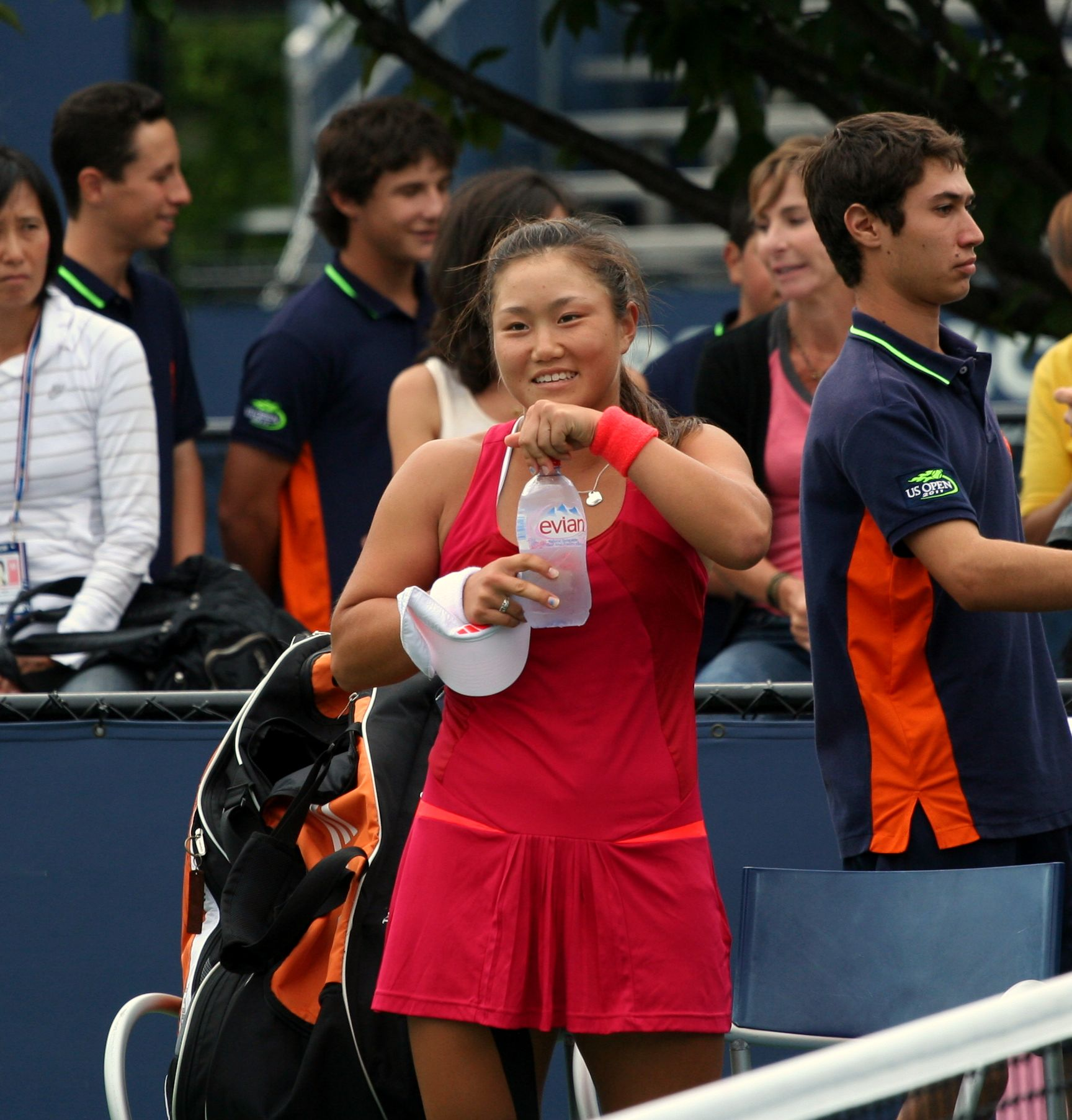
Grace Min, winnares bij de meisjes (enkelspel)

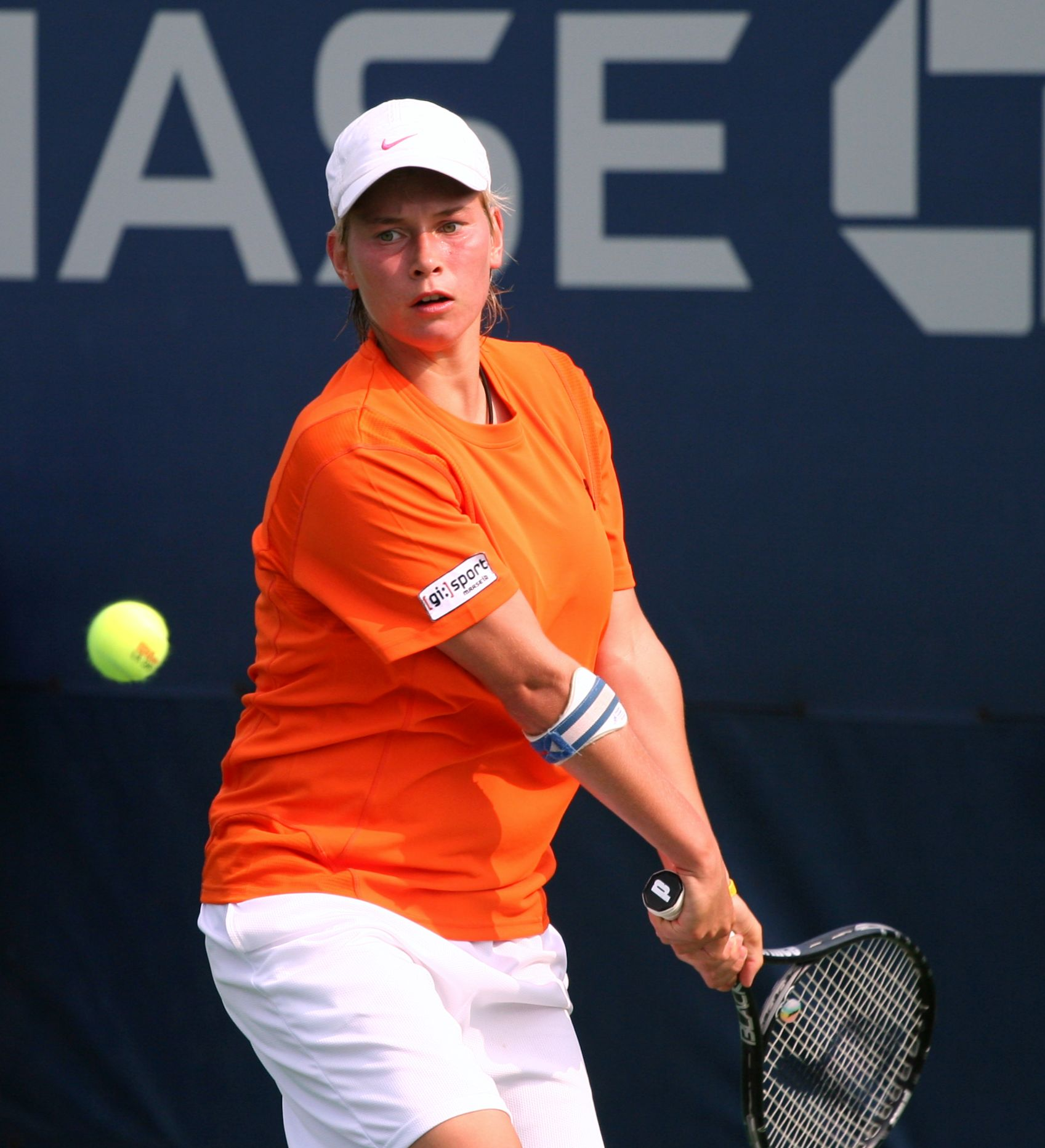
Demi Schuurs, Nederlands winnares bij de meisjes (dubbelspel)

|  |
|  |

## Junioren

### Meisjes enkelspel
In de finale won de ongeplaatste  Grace Min met 7-5 7-63 van de als eerste geplaatste  Caroline Garcia.

### Jongens enkelspel
Oliver Golding (13) versloeg in de finale de als eerste geplaatste  Jiří Veselý met 5-7 6-3 6-4.

### Meisjes dubbelspel
Het als zesde geplaatste duo  Irina Chromatsjova en  Demi Schuurs versloeg in de finale het ongeplaatste Amerikaanse koppel  Gabrielle Andrews en  Taylor Townsend met 6-4 5-7 [10-5].

### Jongens dubbelspel
Het Duitse koppel  Robin Kern en  Julian Lenz  won de finale door  Maxim Dubarenco en  Vladyslav Manafov met 7-5 6-4.

## Rolstoeltennis

### Rolstoelmannenenkelspel
De als eerste geplaatste en drievoudig titelverdediger  Shingo Kunieda versloeg in de finale  Stéphane Houdet  met 3–6, 6–1, 6–0

### Rolstoelmannendubbelspel
Het als tweede geplaatste Franse koppel  Stéphane Houdet  en  Nicolas Peifer wonnen van de Nederlandse titelverdedigers  Maikel Scheffers en  Ronald Vink in de finale met 6–3, 6–1

### Rolstoelvrouwenenkelspel
De als eerste geplaatste en vijfvoudig titelverdediger  Esther Vergeer  versloeg in de finale  Aniek van Koot met 6-2 6-1

### Rolstoelvrouwendubbelspel
De titelverdedigsters  Esther Vergeer en  Sharon Walraven wonnen van hun landgenoten  Jiske Griffioen en  Aniek van Koot in de finale met 7–5, 6–7(8), 6–4

### Quad-enkelspel[1]
De titelverdediger  David Wagner won van  Peter Norfolk met 7–5, 3–1 opgave

### Quad-dubbelspel
De drievoudig titelverdedigers  Nick Taylor en  David Wagner (VS) wonnen van  Peter Norfolk en  Noam Gershony door een forfait van de tegenstanders, de finale was de enige ronde in dit onderdeel.